# 우리 학교 대표
우리 학교 대표(A School Rep)는 한국에서 제작된 박상준 감독의 2008년 드라마 영화이다. 서우 등이 주연으로 출연하였다.

## 출연

### 주연
- 서우
- 서장원
- 김정영

## 제작진
- 프로듀서: 박위석
- 조명: 박인석
- 녹음: 정현수
- 믹싱: 김수덕
- 작곡: 김은정
- 미술: 박이규